# Europas Grand Prix 2003
Europas Grand Prix 2003 var det nionde av 16 lopp ingående i formel 1-VM 2003. Loppet kördes i Tyskland.

## Rapport
Det var i det här loppet som Juan Pablo Montoya gjorde en fräck omkörning av Michael Schumacher. Schumacher snurrade av och blev stående i sandfållan. Han lyckades dock få dit några funktionärer som hjälpte honom att komma tillbaka på banan. Kimi Räikkönen, vars motor gick sönder, kunde ha tagit hem VM-titeln 2003 om inte Schumacher fått hjälp att komma tillbaka på banan.

## Resultat
1. Ralf Schumacher, Williams-BMW, 10 poäng
2. Juan Pablo Montoya, Williams-BMW, 8
3. Rubens Barrichello, Ferrari, 6
4. Fernando Alonso, Renault, 5
5. Michael Schumacher, Ferrari, 4
6. Mark Webber, Jaguar-Cosworth, 3
7. Jenson Button, BAR-Honda, 2
8. Nick Heidfeld, Sauber-Petronas, 1
9. Heinz-Harald Frentzen, Sauber-Petronas
10. Antonio Pizzonia, Jaguar-Cosworth
11. Ralph Firman, Jordan-Ford
12. Giancarlo Fisichella, Jordan-Ford
13. Justin Wilson, Minardi-Cosworth
14. Jos Verstappen, Minardi-Cosworth
15. David Coulthard, McLaren-Mercedes

### Förare som bröt loppet
- Cristiano da Matta, Toyota (varv 53, motor)
- Jacques Villeneuve, BAR-Honda (51, växellåda)
- Jarno Trulli, Renault (37, bränsletryck)
- Olivier Panis, Toyota (37, snurrade av)
- Kimi Räikkönen, McLaren-Mercedes (25, motor)

## VM-ställning
| Förarmästerskapet 1. Michael Schumacher, Ferrari, 58 2. Kimi Räikkönen, McLaren-Mercedes, 51 3. Ralf Schumacher, Williams-BMW, 43 | Konstruktörsmästerskapet 1. Ferrari, 95 2. Williams-BMW, 82 3. McLaren-Mercedes, 76 |